# 洛约拉·德帕拉西奥
伊格纳西亚·洛约拉·德帕拉西奥-德尔巴列·莱尔孙迪（西班牙語：Ignacia de Loyola de Palacio y del Valle Lersundi；1950年9月16日—2006年12月13日）是西班牙政治家。前西班牙农业大臣，欧盟委员会副主席。
她的姐姐安娜·德帕拉西奥也是政府官员。

## 生平
1950年9月16日出生于马德里市的一个巴斯克贵族家庭。21岁时母亲因肺癌早逝。她在马德里的法国学校读中学，毕业于马德里康普顿斯大学法学院。1977年以年轻大学生的身份出演了法国电视节目《佛朗哥统治下的西班牙》。1977年至1978年担任右翼人民联盟青年组织“新世代”秘书长。1986年6月在大选中当选为参议员议员，代表塞哥维亚选区。
1996年，人民党在大选中获胜，得以组建内阁政府。她出任农业、渔业与食品大臣。1999年4月，她被人民党列为欧洲议会选举的候选人。为奔赴欧洲参加选举，她的职位由赫苏斯·波萨达接替。11月当选欧盟委员会副主席，兼交通运输事务委员。2001年6月赴中国参加“第四次中国-欧洲联盟能源合作大会”，与朱镕基等领导人会见。2002年11月，加利西亚自治区海域发生威望号油轮沉船漏油事件。为此，她推进并促成了欧盟伽利略定位系統和海上安全法的建立。
2004年11月离开欧盟委员会后，她转而成为法國巴黎銀行、罗斯柴尔德公司的董事会成员。
2006年被查出肺癌。9月4日转到美国休斯敦医院。12月13日在马德里“10月12日医院”去世。她被安葬在巴斯克自治区吉普斯夸省德瓦市的家族墓园。

## 荣誉
- 卡洛斯三世勋章（1999年）[11]
- 宪法功绩勋章（2003年）[12]
- 罗贝尔·舒曼奖（2004年）
- 大十字级伊莎贝拉天主教勋章（2005年）[13]
- 大十字级民事功绩勋章（2006年，追授）[14]